# Prosite
PROSITE és una base de dades de famílies de proteïnes i dominis proteics.
Aquesta base de dades consisteix en un conjunt d'entrades que recullen la descripció dels dominis, les famílies i els llocs funcionals, així com les seqüències d'aminoàcids característiques de les proteïnes d'interès. Prosite va ser creat el 1988 per Amos Bairoch i actualment és elaborada pel Swiss Institute of Bioinformatics.
Els seus usos més habituals inclouen la predicció de dominis i funcions per a noves proteïnes i l'anàlisi de proteïnes ja conegudes a la cerca de funcions no predites anteriorment. Prosite forma part de les eines d'anàlisi orientades a la proteòmica que ofereix el servidor ExPASy i està integrada en la base de dades de proteïnes Swiss-Prot